# Valarski jezik
Valarski jezik je jezik izmišljenog naroda Valara iz Tolkienovih priča.
Ime jezika Valara na quenyi je Valarin. 
Prvotna Tolkienova zamisao je bila da će valarski jezik biti vilenjački protojezik, jezik koji je vilenjake u njegovim pričama učio Valar Oromë dok nisu znali govoriti. 
Potom je Tolkien 1930-ih razvio valarski jezik i njegovu gramatiku. Deset godina poslije odustao je od te zamisli te je jezik kojeg je razvio postao umjesto valarskog primitivni kvendski jezik.  
Potom je započeo sasvim novi jezik za Valare, koji se i dalje na quenyi zvao Valarin. 

## Vanjske poveznice
- Tolkien Gateway Valarin
- Ardalambion - Of the Tongues of Arda, the invented world of J.R.R. Tolkien Valarin - like the glitter of swords
- Glǽmscrafu Tolkien's linguistic cellar Valarin
- Lothlorien  Arhivirana inačica izvorne stranice od 23. listopada 2004. (Wayback Machine) Tolkien's languages
- Popis Tolkienovih jezika kojeg je sastavila Lise Star